# La voz Teens (Colombia)
La voz Teens fue un talent show de Colombia, basado en el concurso neerlandés The Voice Kids, que se emite por Caracol Televisión.  Para cada temporada, cada uno de los 3 entrenadores cuenta con 24 concursantes, que compiten para ganar COL$ 300 000 000 y un contrato con Universal Music.

## Equipo del programa

### Entrenadores
| Nombre        | Edad    | Descripción                                                   | Estilo musical                                                        | Asesores         |
| ------------- | ------- | ------------------------------------------------------------- | --------------------------------------------------------------------- | ---------------- |
| Goyo          | 42 años | Cantante, arreglista y productora colombiana de ChocQuibTown. | Hip hop, Dance alternativo, Latin, Urban, Reggae fusion y Pop latino. | Slow y Tostao    |
| Andrés Cepeda | 51 años | Cantante y compositor colombiano.                             | Pop latino, Rock latino, Pop-rock, Bolero y Balada.                   | Cali y El Dandee |
| Gusi          | 40 años | Cantante, compositor y productor colombiano.                  | Pop latino, Cumbia, Vallenato, Latin y Tropipop.                      | Sebastián Yatra  |

### Presentadoras
- Karen Martínez: Modelo, actriz y presentadora.
- Laura Tobón: Modelo y presentadora.
- Catalina Uribe: Modelo y presentadora.

## Etapas

### Etapa 1: Las Audiciones a ciegas
Esta es la primera etapa los tres entrenadores estarán de espaldas a los concursantes y se guiarán únicamente por su voz. Si la voz del concursante conquista al entrenador, este oprime un botón que hará girar la silla en la que el experto se encuentra y quedará de frente al participante. De esta manera demostrará que desea que este participante forme parte de su equipo. Si más de un entrenador oprime el botón, el participante tendrá la opción de decidir con cual de los entrenadores quiere entrenarse en esta competencia; pero si un entrenador es el único que oprime el botón, automáticamente, el concursante se va a su equipo. Si ninguno de los entrenadores oprime el botón, significa que el participante no ha sido seleccionado.

### Etapa 2: Las Batallas
Los jóvenes seleccionados en las Audiciones a ciegas, se enfrentarán entre ellos por un puesto para continuar en la siguiente etapa del concurso. Se presentan 3 participantes del mismo equipo y sólo uno avanzará a la siguiente etapa. Cada entrenador inicia con un equipo conformado por 24 participantes y al final deberá tener sólo 8.

### Etapa 3: Las Superbatallas
Los equipos se reducirán nuevamente, cada entrenador deberá organizar 4 batallas de 2 participantes cada una. Cada entrenador escoge a 2 participantes de su equipo para que se enfrenten entre ellos. A cada joven se le asignará una canción diferente.

### Etapa 4: Los Rescates
Los participantes eliminados en la ronda de las Súper Batallas, tienen la oportunidad de obtener un cupo para regresar a la competencia. Cada joven se presentará ante el jurado con una canción de libre elección. Al final, 6 concursantes ingresarán nuevamente y tendrán la posibilidad de elegir el entrenador con el que quieran ir.

### Etapa 5: Shows en vivo

#### Recta Final
Cada entrenador llegará con 6 participantes a la recta final. Los concursantes deberán interpretar una canción distinta con el objetivo de no ser eliminados de la competencia. Saldrán 2 participantes diarios, hasta que los jueces queden con 2 concursantes cada uno.

#### Semifinal
Los 2 concursantes de cada equipo se enfrentarán entre ellos para pelear su cupo en la final. El triunfador de cada uno de los grupos se convierte automáticamente en finalista de la temporada.

## Finalistas
– Equipo ganador. El participante ganador de la temporada está en negrita y subrayado.
     – Equipo en segundo lugar. Finalista aparece primero en la lista y en negrita.
     – Equipo en tercer lugar. Finalista aparece primero en la lista y en negrita.
| - Nikki - - Laura Vargas - - Valentina - - Celena - - Laura Pardo - - Kryan - - Michael - - Sebastián - - Ananya - - Hassler - - Francesca - - Melanny | - - Sofía - - Simón - - Laura Patiño - - Anamaría - - Only One - - Simón - - Heiner - - Karol - - Angie - - Nicole - - María José - - Mario |

| - Caliope - - Estefany - - Darlin - - DQ - - Andra - - Súper Boy - - Sebas - - Aleja Clark - - Vera Ciocca - - Andrea - - Navales - - Mariana | - - Laura - - Lois - - Alexa - - Santiago - - Rosil - - Jaime - - Rachel - - Alaska Gautier - - Valentina - - Bryan - - Jesús - - Alejandra |

| - Jennifer - - Nelson - - Anthony - - Gisel - - Betzabeth - - Sammy - - Leandro - - Nairoby - - Kammy - - Naty Lamarquéz - - Juan Diego - - Yoly | - - Dayanna Ángel - - Alejandro - - Mariana - - Camy - - Andy - - Sara - - Laura - - Saray - - Valeria - - Juan Camilo - - Felipe - - Óscar |

Notas
1. ↑  Fue trasladado al grupo de Goyo.
2. ↑  Fue trasladada al grupo de Gusi.
3. ↑  Fue trasladado al grupo de Gusi.
4. ↑  Fue trasladada al grupo de Andrés Cepeda.
5. ↑  Fue trasladado al grupo de Goyo.

## Resumen
| Temporada | Estreno               | Final                   | La Voz  | Segundo Lugar | Tercer Lugar | Cuarto Lugar | Coach ganador | Presentador                                 | Backstage      | Coaches | Coaches | Coaches       | Coaches |
| Temporada | Estreno               | Final                   | La Voz  | Segundo Lugar | Tercer Lugar | Cuarto Lugar | Coach ganador | Presentador                                 | Backstage      | 1       | 2       | 3             | 4       |
| --------- | --------------------- | ----------------------- | ------- | ------------- | ------------ | ------------ | ------------- | ------------------------------------------- | -------------- | ------- | ------- | ------------- | ------- |
| 1         | 26 de octubre de 2016 | 20 de diciembre de 2016 | Caliope | Nikky         | Jennifer     | N/A          | Goyo          | Karen Martínez, Laura Tobón (Presentadoras) | Catalina Uribe | Gusi    | Goyo    | Andrés Cepeda | N/A     |

### Episodios
| Temporada | Temporada | Episodios en Colombia | Colombia              | Colombia                |
| Temporada | Temporada | Episodios en Colombia | Comienzo              | Final                   |
| --------- | --------- | --------------------- | --------------------- | ----------------------- |
|           | 1         | 38                    | 26 de octubre de 2016 | 20 de diciembre de 2016 |

## Premios y nominaciones

### Premios TVyNovelas
| Año  | Categoría                | Presentador/Jurado       | Resultado |
| ---- | ------------------------ | ------------------------ | --------- |
| 2017 | Mejor reality o concurso | Mejor reality o concurso | Nominado  |
| 2017 | Mejor jurado favorito    | Andrés Cepeda            | Ganador   |

### Premios India Catalina
| Año  | Categoría              | Resultado |
| ---- | ---------------------- | --------- |
| 2017 | Mejor programa juvenil | Nominado  |